# فورستر ۶۷۷۱
سیارک ۶۷۷۱ (به انگلیسی: 6771 Foerster، نامگذاری:1986EZ4) شش هزار و هفتصد و هفتاد و یکمین سیارک کشف شده‌است که در ۹ مارس ۱۹۸۶ کشف شد.
قدر مطلق سیارک برابر ۱۳٫۶۰ است.